# U-Bahnhof San Babila
Der U-Bahnhof San Babila ist ein unterirdischer Bahnhof der U-Bahn Mailand. Er wurde nach dem gleichnamigen Platz benannt.

## Geschichte
Ende der 1950er-Jahre wurde mit dem Bau der ersten Streckenabschnitte der U-Bahn Mailand begonnen, die von Marelli nach Lotto führen sollte. Dazu gehörte unter anderem der Bahnhof San Babila. Die Strecke wurde am 1. November 1964 eröffnet.
Der Bahnhof der Linie M4 wurde am 4. Juli 2023 in Betrieb genommen.

## Lage

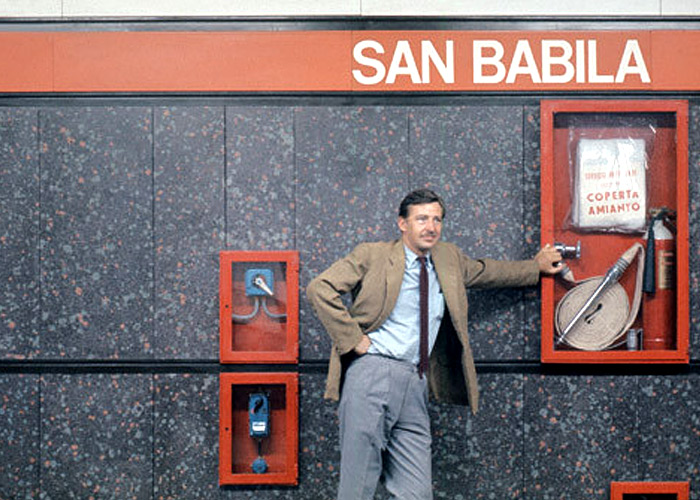
Grafiker Bob Noorda 1964 im U-Bahnhof San Babila

Wie jeder Bahnhof der Linie 1 hat der Bahnhof San Babila zwei Gleise mit Seitenbahnsteigen. Über dem Gleisniveau befindet sich ein Zwischengeschoss mit überwachter Zutrittskontrolle. Die architektonische Ausstattung wurde wie bei allen Bahnhöfen der Linien M1 und M2 von den Architekten Franco Albini und Franca Helg und vom Grafiker Bob Noorda gestaltet.

## Anbindung
Am Bahnhof besteht eine Anbindung von der U-Bahn-Linie 1 zu den Buslinien 54, 60, 61, 73 und 84.
| Linie | Verlauf |
| ----- | --- |
|       | Sesto 1º Maggio FS – Sesto Rondò – Sesto Marelli – Villa San Giovanni – Precotto – Gorla – Turro – Rovereto – Pasteur – Loreto – Lima – Porta Venezia – Palestro – San Babila – Duomo – Cordusio – Cairoli – Cadorna FN – Conciliazione – Pagano – Buonarroti – Amendola – Lotto – QT8 – Lampugnano – Uruguay – Bonola – San Leonardo – Molino Dorino – Pero – Rho Fiera – Wagner – De Angeli – Gambara – Bande Nere – Primaticcio – Inganni – Bisceglie |
|       | San Cristoforo FS – Segneri – Gelsomini – Frattini – Tolstoj – Bolivar – Coni Zugna – Sant’Ambrogio – De Amicis – Vetra – Santa Sofia – Sforza-Policlinico – San Babila – Tricolore – Dateo – Susa – Argonne – Stazione Forlanini – Repetti – Linate Aeroporto |